# Amphiura chiajei
Amphiura chiajei is een slangster uit de familie Amphiuridae, en de typesoort van het geslacht Amphiura. De wetenschappelijke naam van de soort werd in 1843 gepubliceerd door Edward Forbes. De soort is genoemd naar de Italiaanse natuurwetenschapper Stefano delle Chiaje (1794–1860). Het wordt gevonden in de noordoostelijke Atlantische Oceaan en aangrenzende zeeën tot een diepte van 1000 meter.

## Beschrijving
De slangster Amphiura chiajei heeft een centrale schijf en vijf slanke armen en is roze of grijsbruin. De schijf is tot 11 mm in diameter met armen die tot 88 mm lang zijn. Het dorsale oppervlak van de schijf is bedekt met schubben, groter in het midden en kleiner naar de rand toe. Er zijn een paar afzonderlijke radiale schilden nabij de bevestiging van elk van de armen. De armen zijn langwerpig en bestaan uit vele segmenten met gewrichten ertussen, waarbij elk segment vier tot zes paar conische stekels draagt.

## Verspreiding en leefgebied
Amphiura chiajei komt voor in de noordoostelijke Atlantische Oceaan, de Noordzee en de Middellandse Zee. Zijn verspreidingsgebied strekt zich uit van het westen van Noorwegen tot de Azoren en de westkust van Noord-Afrika. Het wordt gevonden op de zeebodem op zand of modderig zand tot een diepte van ongeveer 10 tot 1000 meter.

## Ecologie
Amphiura chiajei begraaft zich in het sediment met de schijf op een diepte van ongeveer 5 cm. Het strekt zich een of twee armen uit boven het sediment om voedseldeeltjes te verzamelen die vervolgens langs zijn arm naar zijn mond worden overgebracht. Het wordt vaak gevonden op dezelfde locaties als de zee-egel Brissopsis lyrifera, en waar dit gebeurt, groeit het langzamer dan elders. Men denkt dat dit komt omdat de egel het sediment overmatig ophoopt.
Amphiura chiajei wordt geslachtsrijp op de leeftijd van ongeveer vier jaar en kan tien jaar leven. De geslachtsklieren worden in de winter en de lente groter en het uitzetten vindt plaats in de late zomer en vroege herfst. De larven drijven met de stroming mee en vestigen zich op de zeebodem en ondergaan na ongeveer acht dagen een metamorfose. Door deze korte larvale periode is hun verspreidingspotentieel beperkt. In een populatie voor de kust van Northumberland in de periode 1958-1964 waren alle individuen groot en was er geen teken van juvenielen. Toen, in 1965, voegde een groot aantal jonge individuen zich bij de bevolking, wat aantoont dat episodische rekrutering een kenmerk is van deze slangster.